# یواس‌اس استرانگ (دی‌دی-۷۵۸)
یواس‌اس استرانگ (دی‌دی-۷۵۸) (به انگلیسی: USS Strong (DD-758)) یک کشتی بود که طول آن ۱۱۴٫۸ متر (۳۷۷ فوت) بود. این کشتی در سال ۱۹۴۴ ساخته شد.